# El Sant Sepulcre (Batea)
El Sant Sepulcre és una capella a la vila de Batea (Terra Alta) catalogada a l'Inventari del Patrimoni Arquitectònic de Catalunya. Aquest edifici amb proporcions d'ermita no va arribar mai a ésser consagrada i actualment la seva porta està tapiada amb rajoles. Té unes mides generoses i ocupa el punt més elevat del monticle dedicat al Calvari. És de planta rectangular, amb transsepte, fet de maçoneria i carreus de reforç als angles i façana. Cobert amb teula àrab i suportat per una estructura de cavallons de fusta en un estat deplorable, hi ha un cimbori octogonal de totxo amb mitges columnes toscanes als angles. Les façanes són llises amb petites obertures centrades als eixos. La principal té dues parts: una amb una portalada de mig punt adovellat amb un frontó, emmarcat per una cornisa motllurada i un òcul, a sobre. El conjunt està coronat per una campanar d'espadanya de pedra. Hi ha una inscripció sobre la porta que diu: [LLEGO EL OCASO, LA LUZ/ENTRA CHRINO Y SINTASSA/EN EL SEPULCRO REPASSA/LOS MISTERIOS DE LA CRUZ/ § AÑO 1733 §]